# Horahora (fleuve)
Le fleuve Horahora  (anglais : Horahora River) est un cours d’eau court du district de Kaipara dans la région du Northland, située dans l’Île du Nord de la Nouvelle-Zélande.

## Géographie
Il est formé par la confluence de la rivière Waitangi  et de la rivière Taheke, qui se rencontrent tout près de la côte de l’Océan Pacifique à 12 km au nord-est de Whangarei. Elle s’écoule dans l’Océan Pacifique au niveau de “Ngunguru Bay”, à 3 kilomètres au sud de la ville de Ngunguru.